# Alesjö
Alesjö är en sjö i Vetlanda kommun i Småland och ingår i Emåns huvudavrinningsområde. Sjön har en area på 0,0965 kvadratkilometer och ligger 152,5 meter över havet.

## Delavrinningsområde
Alesjö ingår i det delavrinningsområde (636506-148277) som SMHI kallar för Ovan Lillån. Avrinningsområdets medelhöjd är 162 meter över havet och ytan är 7,93 kvadratkilometer. Räknas de 118 delavrinningsområdena uppströms in blir den ackumulerade arean 1 649,18 kvadratkilometer. Delavrinningsområdets utflöde Emån mynnar i havet. Delavrinningsområdet består mestadels av skog (92 procent). Avrinningsområdet har 0,23 kvadratkilometer vattenytor vilket ger det en sjöprocent på 2,9 procent. Bebyggelsen i området täcker en yta av 0,19 kvadratkilometer eller 2 procent av avrinningsområdet.